# 沂蒙湖
35°03′40″N 118°22′03″E / 35.06111°N 118.36750°E
沂蒙湖，位于中国山东省临沂市，是沂河干流上的一座人工湖泊，为集工业供水、农田灌溉、水力发电、旅游观光为一体的水利枢纽工程。沂蒙湖系因在沂河上修建小埠东拦河橡胶坝而成。拦河坝建于1996～1997年，总长1247.4米，是迄今为止世界上最长的橡胶坝。坝上蓄水面积10.67平方公里。沂蒙湖水域及沿岸建有许多娱乐设施，2001年被评为中国国家水利风景区。